# قائمة الشركات المغربية
يعتبر اقتصاد المغرب اقتصادًا ليبراليًا نسبيًا يحكمه قانون العرض والطلب. منذ عام 1993، اتبعت البلاد سياسة خصخصة بعض القطاعات الاقتصادية التي كانت في يد الحكومة. أصبح المغرب لاعبًا رئيسيًا في الشؤون الاقتصادية الإفريقية، وهو خامس اقتصاد إفريقي من حيث الناتج المحلي الإجمالي (تعادل القوة الشرائية). احتل المغرب المرتبة الأولى بين الدول الإفريقية حسب معيار جودة المعيشة لوحدة استخبارات الإكونوميست، متقدمًا على جنوب إفريقيا. لكن المغرب تراجع منذ ذلك الحين إلى المركز الرابع خلف مصر، ومُتقدما على أنغولا.[بحاجة لمصدر]

## الشركات البارزة
تتضمن هذه القائمة الشركات البارزة التي يقع مقرها الرئيسي في المغرب.
| الاسم                                  | الصناعة               | القطاع                               | المقر         | تأسست | ملاحظات                                            |
| -------------------------------------- | --------------------- | ------------------------------------ | ------------- | ----- | -------------------------------------------------- |
| القناة الثانية (المغرب)                | خدمات المستهلك        | البث والترفيه                        | الدار البيضاء | 1989  | التلفزيون الحكومي                                  |
| أكما - لحلو التازي                     | المالية               | تأمين خط كامل                        | الدار البيضاء | 1964  | التأمين على الحياة                                 |
| العربية للطيران المغرب                 | خدمات المستهلك        | السفر والترفيه                       | الدار البيضاء | 2009  | شركة طيران منخفضة التكلفة                          |
| مجموعة أكوا                            | النفط والغاز          | الاستكشاف والإنتاج                   | الدار البيضاء | 1932  | النفط والغاز                                       |
| التجاري وفا بنك                        | المالية               | بنوك                                 | الدار البيضاء | 1904  | بنك                                                |
| البنك التجاري المغربي                  | المالية               | بنوك                                 | الدار البيضاء | 1911  | بنك، توقف عن العمل سنة 2004                        |
| البنك الشعبي (المغرب)                  | المالية               | بنوك                                 | الدار البيضاء | 1961  | بنك                                                |
| بنك إفريقيا (المغرب)                   | المالية               | بنوك                                 | الدار البيضاء | 1959  | بنك                                                |
| البنك المغربي للتجارة والصناعة         | المالية               | بنوك                                 | الدار البيضاء | 1943  | بنك                                                |
| كازا للخدمات الجوية (Casa Air Service) | خدمات المستهلك        | الخطوط الجوية                        | الدار البيضاء | 1995  | شركة طيران خاصة                                    |
| بورصة الدار البيضاء                    | المالية               | خدمات الاستثمار                      | الدار البيضاء | 1929  | التبادل                                            |
| كوماريت (Comarit)                      | الصناعات              | النقل البحري                         | طنجة          | 1984  | مشغل عبّارات، توقف عن العمل سنة 2012                |
| الشركة المغربية للنقل                  | خدمات المستهلك        | السفر والسياحة                       | الدار البيضاء | 1919  | وسائل نقل عامة                                     |
| الشركة العقارية العامة                 | المالية               | الاستثمار والتطوير العقاري           | الرباط        | 1960  | العقارات                                           |
| الشركة المغربية للملاحة البحرية        | الصناعات              | النقل البحري                         | الدار البيضاء | 1946  | الشحن                                              |
| ايكوميديا                              | خدمات المستهلك        | النشر                                | الدار البيضاء | 1991  | ناشر                                               |
| مجموعة العلمي                          | الصناعات              | البناء الثقيل                        | طنجة          | 1950  | البناء                                             |
| فيريماروك                              | الصناعات              | النقل البحري                         | الناظور       | 1994  | مشغل عبّارات                                        |
| Free Media                             | خدمات المستهلك        | النشر                                | الدار البيضاء | ?     | ناشر                                               |
| FRS Iberia/Maroc                       | الصناعات              | النقل البحري                         | طنجة          | 2000  | مشغل عبّارات                                        |
| إنوي                                   | الاتصالات             | اتصالات الهاتف الثابت                | الدار البيضاء | 2009  | الاتصالات، الإنترنت                                |
| جيت فور يو                             | خدمات المستهلك        | الخطوط الجوية                        | الدار البيضاء | 2006  | شركة طيران منخفضة التكلفة، توقفت عن العمل سنة 2012 |
| لاراكي                                 | بضائع المستهلكين      | السيارات                             | الدار البيضاء | 1999  | المركبات                                           |
| الضيعات الفلاحية (المغرب)              | بضائع المستهلكين      | الزراعة وصيد الأسماك                 | الدار البيضاء | 1960  | الأعمال الزراعية                                   |
| مرجان (هايبر ماركت)                    | خدمات المستهلك        | تجار الجملة والتجزئة للمواد الغذائية | الدار البيضاء | 1990  | سلسلة أسواق                                        |
| مرجان ماركت                            | خدمات المستهلك        | تجار الجملة والتجزئة للمواد الغذائية | الرباط        | 2002  | سلسلة أسواق, جزء من مرجان                          |
| مجموعة ماغوك سواغ                      | خدمات المستهلك        | النشر                                | الدار البيضاء | ?     | النشر                                              |
| اتصالات المغرب                         | الاتصالات             | اتصالات الهاتف الثابت                | الرباط        | 2013  | الاتصالات                                          |
| مرسى المغرب                            | الصناعات              | خدمات النقل                          | الدار البيضاء | 2006  | موانئ                                              |
| Med Airlines                           | الصناعات              | خدمات التوصيل                        | الدار البيضاء | 1997  | شركة شحن جوي                                       |
| أورنج المغرب                           | اتصالات الهاتف الثابت | اتصالات الهاتف المحمول               | الدار البيضاء | 2000  | الهاتف                                             |
| Mena Media Consulting                  | الصناعات              | خدمات دعم الأعمال                    | الرباط        | 2004  | العلاقات العامة                                    |
| موندإير                                | خدمات المستهلك        | الخطوط الجوية                        | أكادير        | 2002  | شركة طيران مستأجرة، توقفت عن العمل سنة 2004        |
| ناريفا                                 | النفط والغاز          | الاستكشاف والإنتاج                   | الدار البيضاء | ?     | الطاقة                                             |
| Nemotek Technologie                    | الصناعات              | الآلات الصناعية                      | الرباط        | 2008  | التصنيع                                            |
| المكتب الشريف للفوسفاط                 | المواد الأساسية       | التعدين العام                        | الدار البيضاء | 1920  | الفوسفات                                           |
| مجموعة أونا                            | التكتلات              | -                                    | الدار البيضاء | 1934  | تكتل، توقفت عن العمل سنة 2010                      |
| المكتب الوطني للسكك الحديدية (المغرب)  | الصناعات              | السكك الحديدية                       | الرباط        | 1963  | السكك الحديدية                                     |
| بريد المغرب                            | الصناعات              | خدمات التوصيل                        | الرباط        | ?     | خدمات بريدية                                       |
| RAM Cargo                              | الصناعات              | خدمات التوصيل                        | الدار البيضاء | 2010  | شركة شحن جوي، تابعة للخطوط الملكية المغربية        |
| الخطوط الملكية المغربية                | خدمات المستهلك        | الخطوط الجوية                        | الدار البيضاء | 1957  | ناقل وطني                                          |
| الخطوط الملكية المغربية إكسبريس        | خدمات المستهلك        | الخطوط الجوية                        | الدار البيضاء | 2009  | شركة طيران تابعة للخطوط الجوية الملكية المغربية    |
| سيجير القابضة                          | التكتلات              | -                                    | الدار البيضاء | 2002  | شركة قابضة                                         |
| شركة المنارة للسيارات                  | بضائع المستهلكين      | السيارات                             | الدار البيضاء | 1972  | المركبات                                           |
| شركة المدى القابضة                     | التكتلات              | -                                    | الدار البيضاء | 1966  | شركة قابضة                                         |
| صوماكا                                 | بضائع المستهلكين      | السيارات                             | الدار البيضاء | 1959  | المركبات                                           |
| الشركة المغربية–الإماراتية للتنمية     | التكتلات              | -                                    | الدار البيضاء | 1982  | التعدين، السياحة، العقارات                         |
| صوناصيد                                | المواد الأساسية       | الحديد والصلب                        | الدار البيضاء | 1974  | الصلب                                              |
| Sopriam                                | بضائع المستهلكين      | السيارات                             | الدار البيضاء | 1977  | المركبات                                           |
| تأمين الوفاء                           | المالية               | تأمين خط كامل                        | الدار البيضاء | 1972  | التأمين                                            |

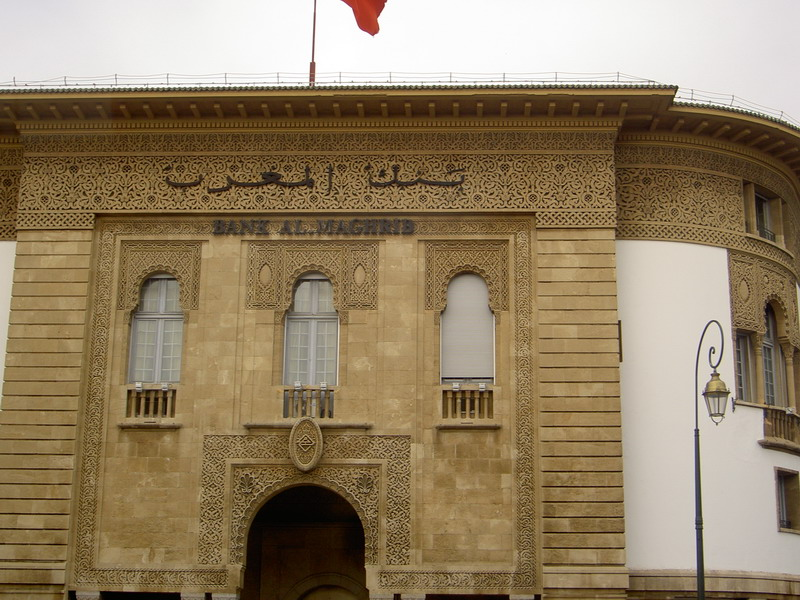
البنك المركزي المغربي، بنك المغرب.
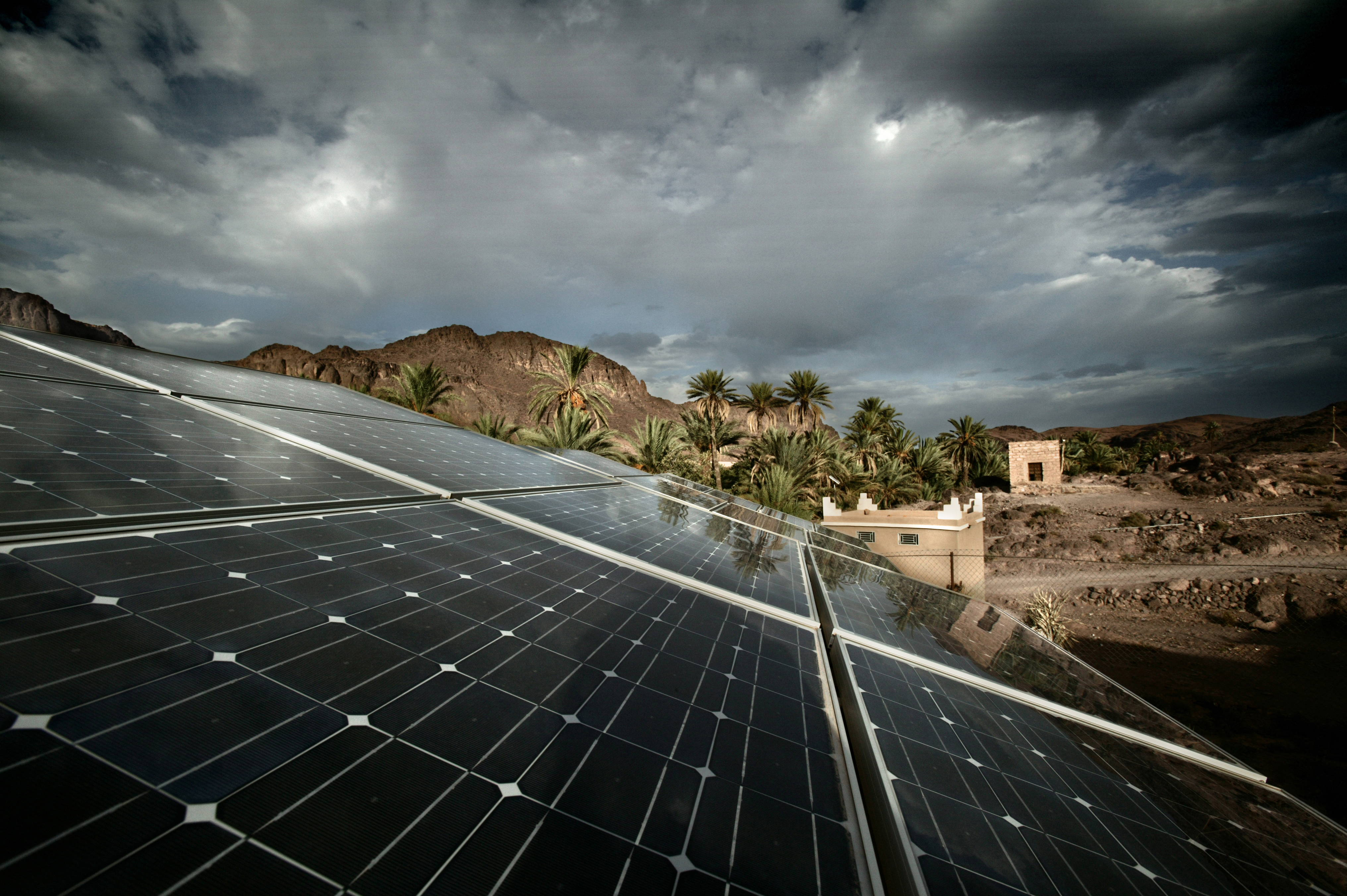
ألواح الخلايا الشمسية في شرق المغرب.